# Pharnabaze II (satrape)
Pour les articles homonymes, voir Pharnabaze.
Pharnabaze II (en vieux perse : 𐎳𐎠𐎼𐎴𐎲𐎠𐏀𐎢, et en grec ancien : Φαρνάβαζος Β´), né vers 435 av. J.-C. et mort vers 370 av. J.-C. à Suse, est un satrape perse de l'époque achéménide appartenant à la dynastie des Pharnacides, qui dirige la Phrygie hellespontique de 413 à 387 av. J.-C.
Sa petite-fille Barsine est la concubine d'Alexandre le Grand.

## Biographie
Pharnabaze est l'un des satrapes perses les mieux connus parmi les sources grecques. Il est l'un des personnages principaux des Helléniques et de l'Anabase de Xénophon ainsi que de la Guerre du Péloponnèse de Thucydide.
Il est satrape de Phrygie hellespontique sous les règnes de Darius II puis d'Artaxerxès II, dont il épouse une fille, Apama. Le début de son mandat est marqué par la guerre de succession entre Cyrus le Jeune et son frère Artaxerxès II, dans laquelle il  arrive habilement à demeurer neutre, contrairement à son ennemi, Tissapherne, qui s'attire la grâce du roi, ayant choisi le camp de celui qui devait être vainqueur.
En tant que satrape de Phrygie hellespontique, il est souvent impliqué dans les conflits grecs et pratique une politique d'équilibre entre Athènes et Sparte. D'abord allié aux Spartiates, il fait probablement tuer Alcibiade à leur instigation en 404 av. J.-C., même si la responsabilité de cet événement est parfois attribuée à son père Pharnace. Cependant, ses alliés lacédémoniens, cherchant à étendre leur influence en Asie Mineure, se retournent progressivement contre lui. Pharnabaze parvient à résister aux expéditions spartiates sur son territoire entre 398 et 394 av. J.-C. et convainc le roi de lui confier une expédition punitive contre Sparte, et remporte en 394 la victoire navale de Cnide sur la flotte lacédémonienne avec l'aide de l'ancien amiral athénien, Conon.
Vers 387, il est appelé auprès du roi pour en épouser la fille, Apama, laissant ainsi la satrapie de Dascylion aux mains de son fils, Ariobarzane. Entre 377 et 373, Artaxerxès II le charge de la reconquête de l’Égypte, en compagnie d'Iphicrate, mais cette dernière se solda par un échec. Il est ensuite probablement rappelé auprès du roi, mais on ignore tout de son sort après 373 et de sa mort, probablement vers 370 av. J.-C.

## Famille

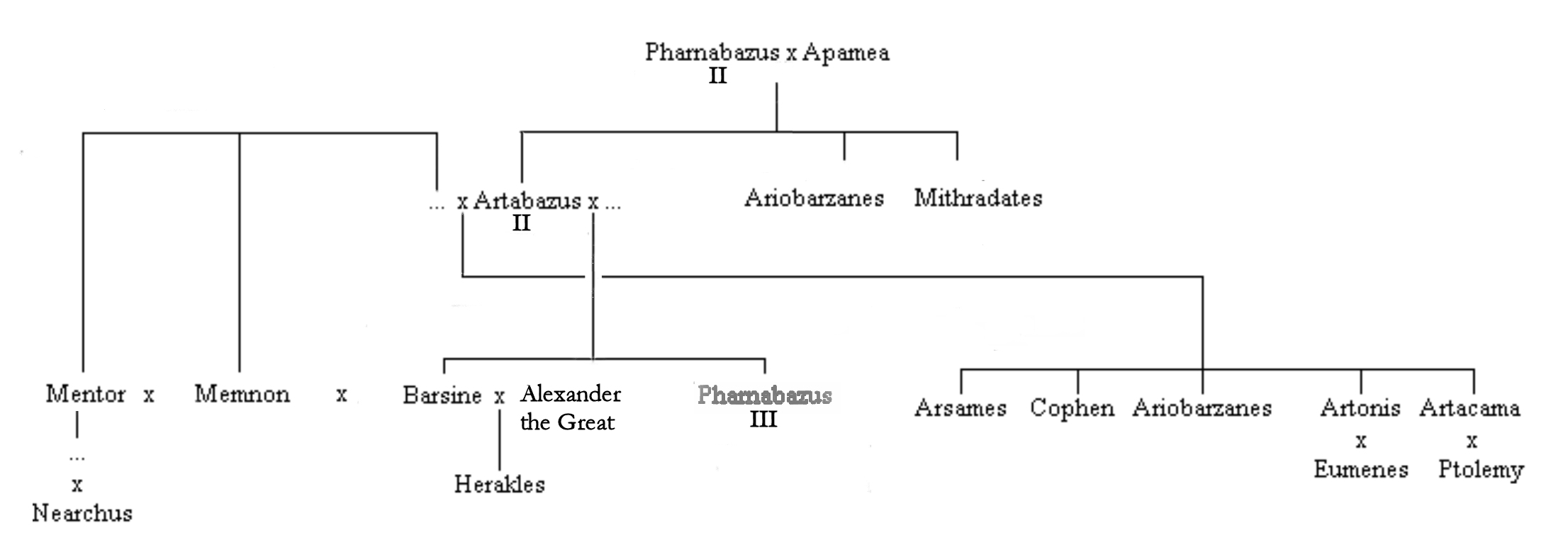
Arbre généalogique des.

### Mariage et enfants
Sa famille est étroitement liée au monde grec. Il a eu plusieurs fils de plusieurs femmes qui se disputent son héritage à sa mort.
- Avec Parapita, il eut : Ariobarzane, qui se réfugie à Sparte après avoir perdu son mandat de satrape.
- Avec Apama (de), fille d'Artaxerxès II épousée vers 388 av. J.-C., il eut : 
  - Artabaze qui épouse une noble grecque de Rhodes puis vit en exil avec sa famille à la cour macédonienne de Philippe II pendant plus de dix ans ; il devient ensuite un allié d'Alexandre le Grand ;
  - Mithridate.

## Galerie

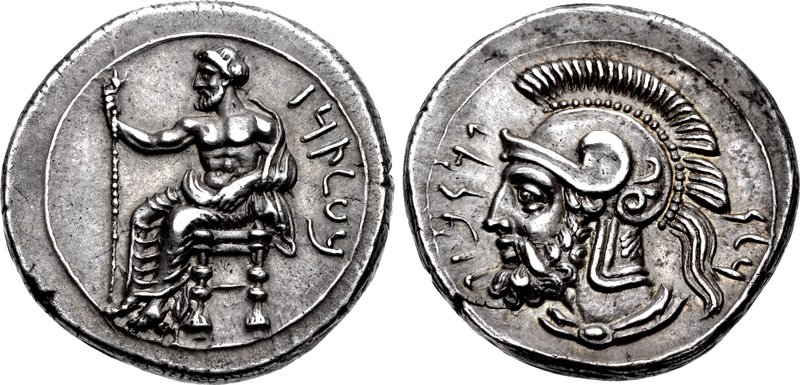
Pièce de monnaie représentant Pharnabaze II.
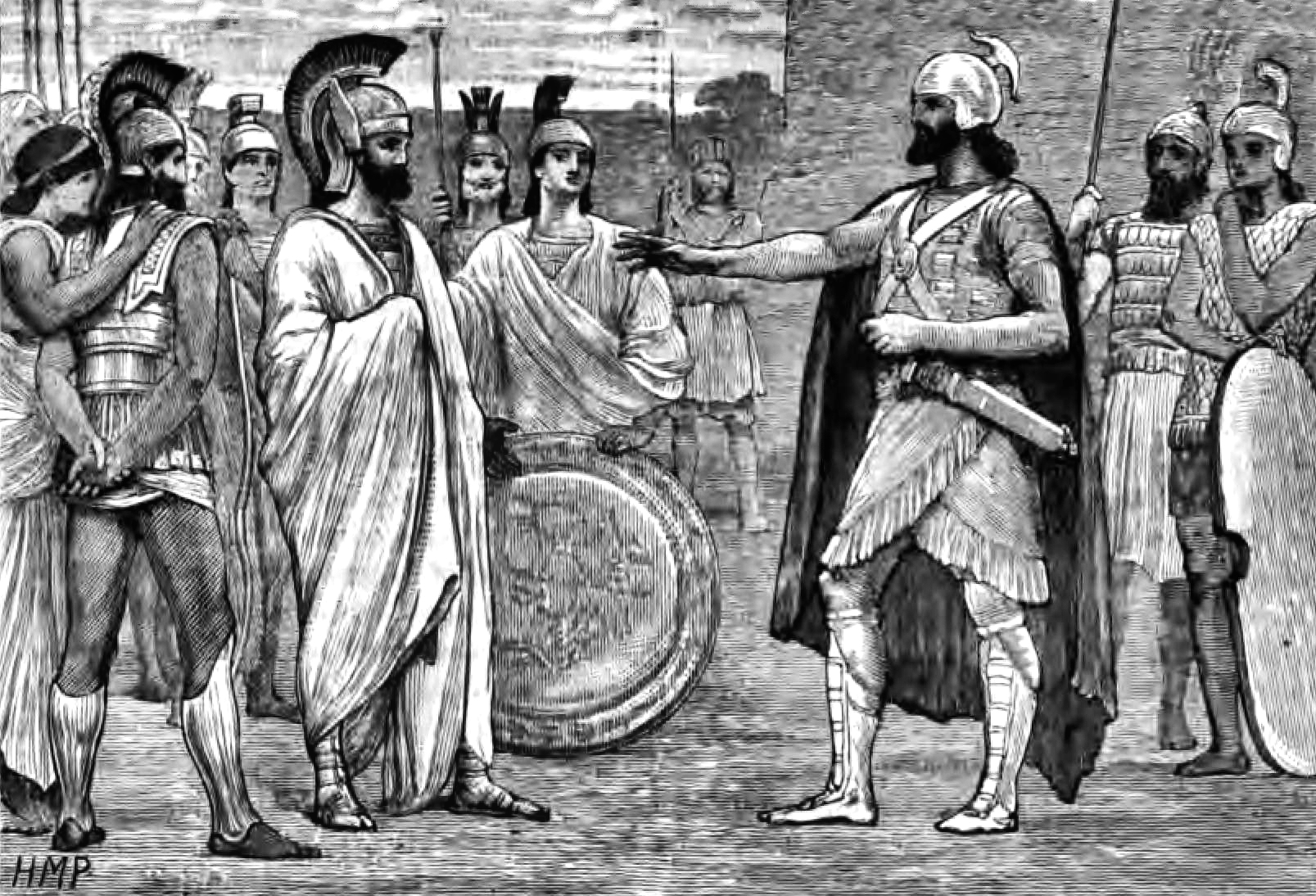
Rencontre entre le roi spartiate Agésilas II (à gauche) et Pharnabaze (à droite) en 395 av. J.-C.
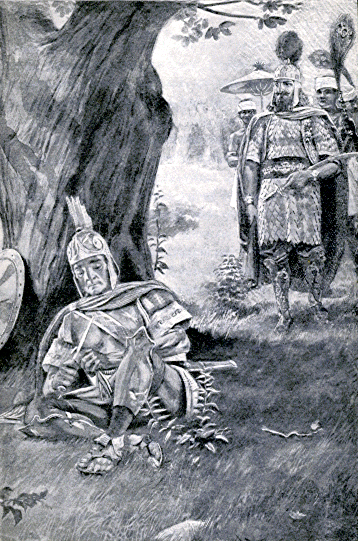
Agésilas II et Pharnabaze II.
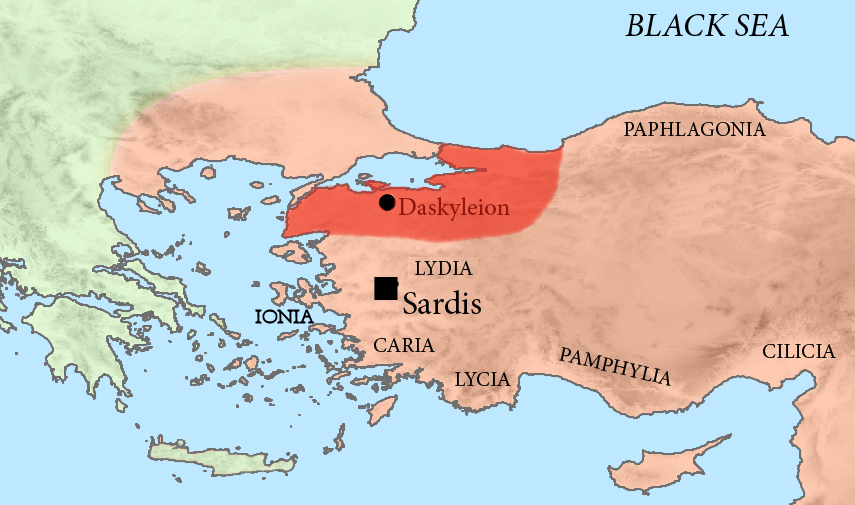
La satrapie de Phrygie hellespontique.

### Sources antiques
- Diodore de Sicile, Bibliothèque historique [détail des éditions] [lire en ligne].
- Plutarque, Vies parallèles [détail des éditions] [lire en ligne].
- Thucydide, La Guerre du Péloponnèse [détail des éditions] [lire en ligne].
- Xénophon, Helléniques [lire en ligne].